# Atteva chionosticta
Atteva chionosticta is een vlinder uit de familie Attevidae. De wetenschappelijke naam van de soort werd in 1916 gepubliceerd door Durrant.